# Giulia Veronesi
Pour les articles homonymes, voir Veronesi.
Giulia Veronesi (née le 7 janvier 1906 à Milan et morte le 29 juillet 1970  dans la même ville) est une historienne de l'architecture italienne.

## Biographie
Giulia Veronesi était une étudiante de R. Giolli (1889-1945), historien et critique d'art.